# جائزة إسبانيا الكبرى 1991
جائزة إسبانيا الكبرى 1991 هو سباق فورمولا 1 أقيم بتاريخ 29 سبتمبر 1991 في حلبة دي كاتلونيا، برشلونة، إسبانيا. كان الرابع عشر من أصل 16 في بطولة العالم لسباقات الفورمولا واحد موسم 1991. حلّ البريطاني نايجل مانسيل أولا بينما جاء الفرنسي ألن بروست في المركز الثاني وحصل على المركز الثالث الإيطالي ريكاردو باتريس.